# Purkircher György
Purkircher György (Pozsony, 1530 körül – Pozsony, 1577. október 24.) orvos, botanikus.

## Életrajza
Pozsonyban született 1530 körül. Orvosi tanulmányait 1556-tól – Méliusz Juhász Péterrel együtt – a wittenbergi egyetemen, majd 1561 – 1563-ban Paduában folytatta. Itt avatták doktorrá.
Párizsban folytatott botanikai tanulmányokat. 1566-ban, hazajövetele után Pozsonyban volt gyakorló orvos.

## Munkássága
Háza körül orvosbotanikai kertet létesített. A belga Clusius mint jó barátjáról emlékezett meg róla, és az általa meghonosított kultúrnövények egyikét, az amerikai babot (Phaseolus vulgaris L.) róla nevezte el Phaseolus Purkircherianusnak.
Alkalmi verseket és beszédeket is írt.